# Diergezondheidsmonitoring
Diergezondheidsmonitoring is een systeem in Nederland om de gezondheid van runderen, schapen en geiten, varkens en pluimvee in de veehouderijsector in de gaten te houden. Het is in 2002 op initiatief van de overheid en de veehouderijsector en in samenwerking met de Gezondheidsdienst voor Dieren (GD) opgezet.
De diergezondheidsmonitoring bestaat uit verschillende instrumenten zoals
- steekproefonderzoek
- analyse van data van verwerkende industrie
- sectie op dode dieren die veehouders of dierenartsen naar de GD hebben gestuurd
- laboratoriumonderzoek van bloed-, urine-, melk- of mestmonsters
- bedrijfsbezoeken aan veehouderijbedrijven
- een telefonische hulpdienst over diergezondheid voor dierenartsen en veehouders

De Gezondheidsdienst verzamelt en analyseert alle beschikbare informatie over diergezondheid en deelt de uitkomsten elk kwartaal of half jaar met onder meer het Ministerie van Economische Zaken en veehouderijsector.
De diergezondheidsmonitoring is een vrijwillig systeem dat een aanvulling vormt op de bestaande aangifteplicht voor een aantal zeer besmettelijke dierziekten, zoals varkenspest en mond-en-klauwzeer. De Nederlandse overheid en de veehouderijsector betalen gezamenlijk de kosten voor de uitvoering van de diergezondheidsmonitoring.

## Belang
Diergezondheidsmonitoring is belangrijk voor het opsporen van uitbraken van bekende en onbekende dierziekten. Ook houden de overheid en veehouderijsector hierdoor beter zicht op trends en ontwikkelingen die van belang zijn voor de diergezondheid in Nederland. Voorbeelden zijn de eerste uitbraak van blauwtong in Nederland in 2006 en de ontdekking van het Schmallenbergvirus in 2011.
De monitoring draagt bij aan het beschermen van de gezondheid van zowel dieren als mensen, dierwelzijn en voedselveiligheid. Het systeem is ook belangrijk voor de Nederlandse export. Met de resultaten uit de monitoring kan de Nederlandse overheid aan de Europese Unie verplichte rapportages leveren en bewijzen dat Nederland “vrij” is van bepaalde dierziektes.

## Zoönosen
Diergezondheidsmonitoring draagt ook bij aan het opsporen van zoönosen, infectieziekten die van dieren op mensen  overgedragen kunnen worden, zoals tuberculose, Q-koorts of salmonellose. Organisaties uit de volksgezondheid en diergezondheid werken samen zodat op tijd maatregelen kunnen worden genomen bij zoönosen. Elke maand delen organisaties zoals de GD, GGD’s en Rijksinstituut voor Volksgezondheid en Milieu (RIVM) de resultaten uit monitoring van dier- en humane gezondheidszorg in het Signaleringsoverleg Zoönosen (SOZ). Het SOZ adviseert het Ministerie van Economische Zaken en het Ministerie van Volksgezondheid, Welzijn en Sport als er verontrustende ontwikkelingen zijn die mogelijk maatregelen nodig maken.

## Werkwijze
De Gezondheidsdienst voor Dieren (GD) is de uitvoerder van de diergezondheidsmonitoring, maar werkt hierin samen met veel verschillende organisaties uit de diergezondheid en volksgezondheid.  De GD verzamelt en analyseert de informatie uit de diergezondheidsmonitoring. De conclusies en mogelijke aanbevelingen rapporteert de GD elk kwartaal of half jaar aan een  begeleidingscommissie per sector (rundvee, schaap/geit, varkens en pluimvee), de overheid en veehouderijsector. In de begeleidingscommissies zitten onder meer vertegenwoordigers van het Ministerie van Economische Zaken, de veehouderijsector en de Nederlandse Voedsel- en Warenautoriteit (NVWA).
Op basis van het advies van de begeleidingscommissie besluit de overheid en/of veehouderijsector  of er vervolgacties nodig zijn. Dit kan extra onderzoek, communicatie naar bijvoorbeeld veehouders of dierenartsen of aanpassing van beleid zijn. Als er mogelijk acuut risico is voor dier of mens, neemt de GD direct contact op met de begeleidingscommissie, Ministerie van Economische Zaken, veehouderijsector en de voorzitter en secretaris van het Signaleringsoverleg Zoönosen (SOZ).